# اوبرژانویل
اوبرژانویل (به فرانسوی: Aubergenville) یک کمون در فرانسه است که در کانتون اوبرژانویل واقع شده‌است. اوبرژانویل ۸٫۸۳ کیلومتر مربع مساحت و ۱۲٬۰۹۶ نفر جمعیت دارد و ۵۷ متر بالاتر از سطح دریا واقع شده‌است.

## خواهرخوانده
شهرهای بوخاتوف، آلکوباسا، دیبورگ و Horndean خواهرخوانده‌های اوبرژانویل هستند.